# Pascual Duarte
Pascual Duarte es un largometraje español dirigido por Ricardo Franco y basado en la novela  La familia de Pascual Duarte de Camilo José Cela. La cinta estuvo en competición oficial en el Festival de Cannes de 1976, donde su protagonista José Luis Gómez recibió el Premio a la interpretación masculina.

## Ficha artística (Reparto)
- José Luis Gómez (Pascual Duarte)
- Diana Pérez de Guzmán (Rosario, hermana de Pascual)
- Paca Ojea (madre de Pascual)
- Héctor Alterio (Esteban Duarte Diniz)
- Eduardo Calvo (Don Jesús)
- Joaquín Hinojosa (Paco López, el Estirao)
- Maribel Ferrero (Lola)
- Carmen León (madre de Lola)
- Pedrín Fernández (padre de Lola)
- Salvador Muñoz Calvo (Pascual Duarte, de niño)

## Argumento
Pascual Duarte es un campesino español, cazador, pobre y huraño, poseído por la mala suerte que se manifiesta a través de sus largos silencios y sus miradas que se pierden en el vacío.
Al igual que miles, tal vez millones de españoles de la época triste y brutal que durante las primeras décadas del siglo XX se alza como muestra poderosa e irrebatible de las tremendas diferencias sociales y culturales que asuelan y conforman la identidad colectiva del país, Duarte vive rodeado de una violencia estructural que poco a poco se adueña de hasta sus actos más mínimos.
Mientras tanto, esa misma sociedad que le fuerza al ostracismo, a la soledad y a la autodestrucción no tarda en juzgarle, convirtiéndole en una víctima más que sólo aguarda un destino trágico.

## Comentarios
Producida al año de morir Francisco Franco, Pascual Duarte, es un clásico de los trabajos de su productor Elías Querejeta. Fue dirigida por Ricardo Franco, hubo de soportar el calvario de una censura moribunda nada dispuesta a permitir el estreno de una película en la que se trasluce toda la miseria y el horror de una serie de situaciones cotidianas que precisamente el franquismo se había encargado de perpetuar.
Cabe destacar que, como en otros trabajos de su productor, esta película apenas tuvo audiencia en España, pasando inadvertida para el gran público y dejando una pobre taquilla.
Basada en la novela de Camilo José Cela La familia de Pascual Duarte, simboliza la quintaesencia del antihéroe español con toda su carga de destino insoportable, y la exposición de un país sumido en la negrura del caciquismo. Toda la trayectoria vital de su protagonista se convierte en un símbolo de los pobres moralmente maniatados a los que un ligero e irreflexivo asomo de rebeldía conduce a la muerte a manos de una justicia que, desde luego, no lo es.

## Premios
Festival de Cine de Cannes
| Año  | Categoría   | Persona         | Resultado |
| ---- | ----------- | --------------- | --------- |
| 1976 | Mejor actor | José Luis Gómez | Ganador   |

32.ª edición de las Medallas del Círculo de Escritores Cinematográficos
| Categoría        | Candidato     | Resultado |
| ---------------- | ------------- | --------- |
| Mejor fotografía | Luis Cuadrado | Ganador   |